# Daniel Moncada

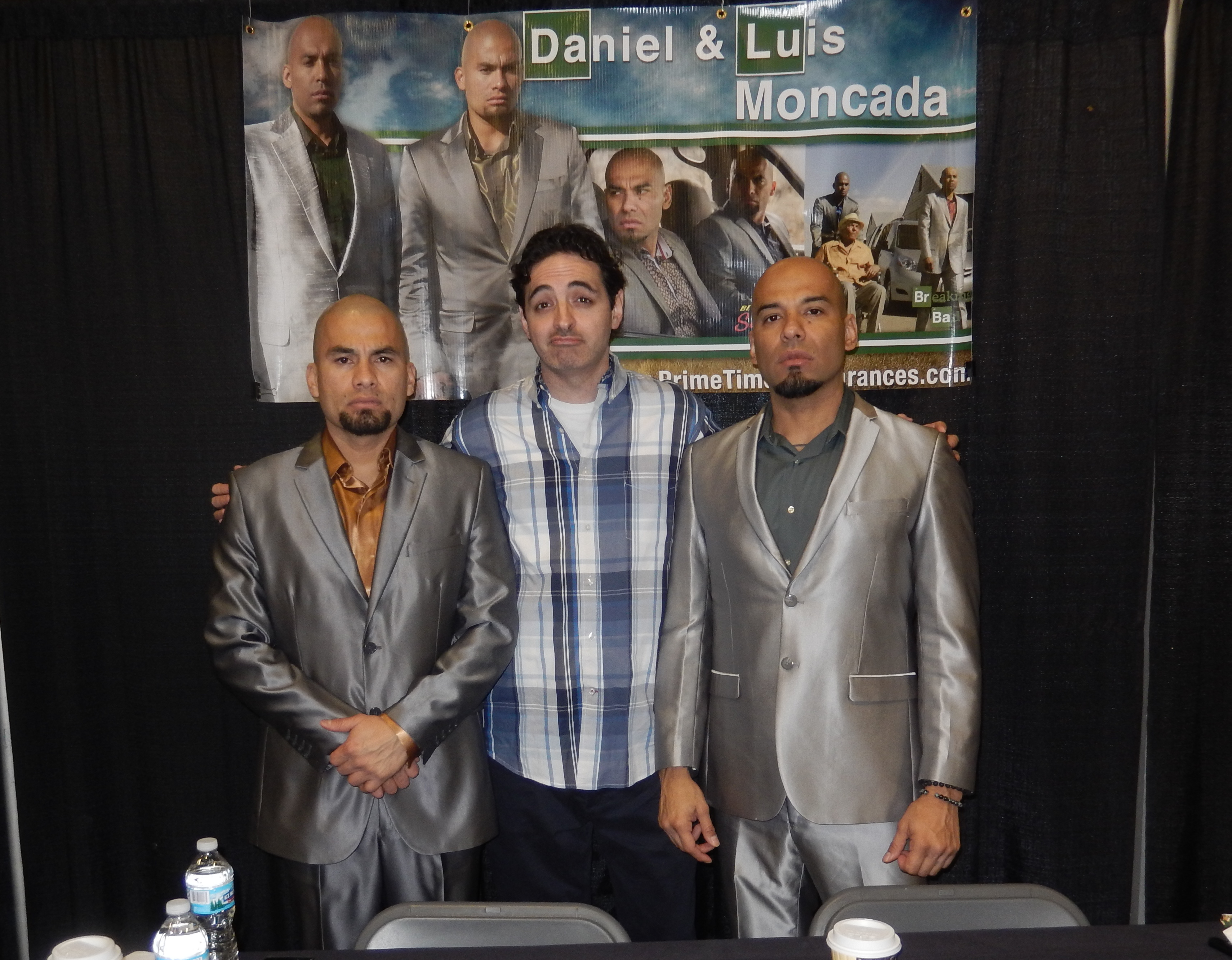
Daniel und Luis Moncada (2019)

Daniel Moncada (* 17. Mai 1980 in Honduras) ist ein honduranischer Schauspieler und Stuntman. Bekanntheit erlangten er und sein Bruder, Luis Moncada, vor allem durch die Rollen der Salamanca-Zwillinge, Leonel und Marco, aus der Serie Breaking Bad. 

## Leben und Karriere
Daniel Moncada wurde im mittelamerikanischen Staat Honduras geboren und wuchs mit seinem älteren Bruder, Luis, bei deren alleinerziehender Mutter im Stadtteil Echo Park in Los Angeles, in den Vereinigten Staaten, auf. Sein Bruder war einst Mitglied einer Gang und verbüßte eine zeitweilige Haftstrafe. Nach Absitzen dieser zogen die Brüder in den Stadtteil Studio City.  Moncada trainiert verschiedene Kampfsportarten, darunter Boxen, Kickboxen und Jiu-Jitsu und unterrichtet Boxen im Stadtteil Pacoima.
2010 übernahm er als Leonel Salamanca in der dritten Staffel der Serie Breaking Bad mit der Rolle eines Kartell-Auftragsmörders seine erste Rolle vor der Kamera. Sein Bruder Luis stellte in der Serie seinen Zwilling Marco dar. Seit 2016 standen sie auch für das Spin-Off Better Call Saul in ihren Rollen vor der Kamera. Nach Breaking Bad trat Moncada in Gastrollen in den Serien Law & Order: LA, Sons of Anarchy, Southland, Chosen, Brooklyn Nine-Nine, Justified, Graceland und Scorpion auf. 2014 war er ein einer kleinen Rolle im Actionfilm Sabotage zu sehen. Im Sportdrama City of McFarland aus dem Jahr 2015 war er als Eddie in einer kleinen Rolle zu sehen. 2016 trat er als Choop im Thriller Blood Father auf. Nach Auftritten in Lethal Weapon, Fear the Walking Dead, The Night Shift und S.W.A.T., war Moncada 2018 in Clint Eastwoods The Mule als Eduardo zu sehen.
Vor der Kamera absolviert er seine Stunts selbst und wird auch gelegentlich als Stuntman engagiert.

## Filmografie (Auswahl)
- 2010: Breaking Bad (Fernsehserie, 6 Episoden)
- 2011: Law & Order: LA (Fernsehserie, Episode 1x22)
- 2011: Sons of Anarchy (Fernsehserie, Episode 4x08)
- 2012: Southland (Fernsehserie, Episode 4x09)
- 2013: Chosen (Fernsehserie, Episode 1x05)
- 2014: Brooklyn Nine-Nine (Fernsehserie, Episode 1x13)
- 2014: Sabotage
- 2014: Justified (Fernsehserie, 2 Episoden)
- 2015: City of McFarland
- 2015: Graceland (Fernsehserie, 2 Episoden)
- 2016: Scorpion (Fernsehserie, Episode 2x17)
- 2016: Blood Father
- 2016: Lethal Weapon (Fernsehserie, Episode 1x05)
- 2016: L.A. Series (Fernsehfilm)
- 2016–2022: Better Call Saul (Fernsehserie, 10 Episoden)
- 2017: Lopez (Fernsehserie, Episode 2x06)
- 2017: Fear the Walking Dead (Fernsehserie, Episode 3x03)
- 2017: The Night Shift (Fernsehserie, Episode 4x09)
- 2017: S.W.A.T. (Fernsehserie, Episode 1x01)
- 2017: Bright
- 2018: Noches con Platanito (Fernsehserie, eine Episode)
- 2018: Kidding (Fernsehserie, Episode 1x04)
- 2018: The Mule
- 2019: Dead End
- 2021: Coyote (Fernsehserie, Episode 1x01)